# Bode Miller Alpine Skiing
Bode Miller Alpine Skiing est un jeu vidéo de sport (ski) développé par 49Games et sorti en 2006 sur Windows et PlayStation 2.
Il tient son nom du champion Bode Miller.

## Accueil
- GameSpot : 4,9/10[1]
- IGN : 3,2/10[2]